# エクセルシオール!
『エクセルシオール!』（Excelsior!）作品13は、ヴィルヘルム・ステーンハンマルが作曲した演奏会用序曲。

## 作曲及び初演について
当楽曲は1896年に作曲されたもので、ステーンハンマルが作曲家として遺してきた作品の中では初期の作品に属するものとされている。
1892年にピアニストとしてデビューした直後に改めてピアノを学ぶためベルリンに渡航したステーンハンマルは、そこで創作活動を開始。ドイツ・ロマン派の影響を受ける中で、民謡からの引用を避けつつも北欧特有の色彩を持たせるという彼独自の作風を確立させていった。
作曲家としての出世作となった『ピアノ協奏曲第1番作品1』を自身のピアノにて初演してから約2年経過した1896年に書き上げられた当楽曲は、メンデルスゾーンやワーグナー、ブラームス等を彷彿とさせるようなつくりとなっており、ドイツ音楽の影響を色濃く受けているということができる。
初演は、作品完成当年である1896年の12月28日にコペンハーゲンに於いて、アルトゥル・ニキシュ指揮ベルリン・フィルハーモニー管弦楽団によって行われ、当楽曲は同楽団に献呈されている。そして、この翌年・1897年には当楽曲を含むプログラムが組まれた演奏会で、ステーンハンマル自身の指揮者としてのデビューを果たすこととなった。

## 楽器編成について
当楽曲の演奏に必要な管弦楽編成の内容を以下にて示す。
| 木管 | 木管           | 金管 | 金管 | 打    | 打  | 弦   | 弦 |
| ---- | -------------- | ---- | ---- | ----- | --- | ---- | -- |
| Fl.  | 2              | Hr.  | 4    | Timp. | ●   | Vn.1 | ●  |
| Ob.  | 2              | Trp. | 3    | 他    |     | Vn.2 | ●  |
| Cl.  | 2、B-Cl.1      | Trb. | 3    | 他    | Va. | ●    |    |
| Fg.  | 3              | Tub. | 1    | 他    | Vc. | ●    |    |
| 他   | Picc.1、E-Hr.1 | 他   |      | 他    | Cb. | ●    |    |

なお、演奏時間は13分程度となっている。

## 題名について
当楽曲の題名”エクセルシオール”は、日本語で「より高く」や「高みに向かって」、「天の高みに昇らん」、「いと高きところへ」等と訳される。希望に溢れた未来に向かって情熱を燃やし続け、高みに向かって進まんとする若きステーンハンマルの思いが反映していることを示唆するものとなっている。実際、譜面の至る所で「情熱的に」という指示表記が見られ、穏やかに奏でる箇所であっても何処か”情熱”に向かうエネルギーを内包しているかの如くに音楽が次から次へと湧き上がるよう描かれている。そうした高みを目指す意志の強さが、題名の末尾に付けられた”！”に表れていると指摘されている。
なお、当楽曲のスコア（総譜）冒頭には、ドイツの詩人ゲーテの『ファウスト』からの一節が記されている。その一節とは、ファウストがメフィストフェレスに会う前に弟子に「人の思いはより高いところへと向かう」と話して聞かせるという場面のもので、「空の光に消えるヒバリ」や「急上昇する鷲」等の語句が含まれているという。

## 楽曲構成について
曲は、冒頭に記されている速度指示表記「Leidenschaftlich bewegt（情熱的に動きをもって）」を地で行くが如く、木管が奏でる3連音に乗っかるかのように出現する弦楽器による激しい主題から始まる。次いで、木管による叙情味を帯びたもう一つの主題が登場する。この穏やかなもう一つの主題は木管から弦楽へと様々に受け継がれ、その中で徐々にまた熱気を帯びてくる。
2つの主題は緊張感を保ちながら繰り返し展開され、ヴァイオリン独奏を挟みつつ、高揚と沈静を繰り返していく。そして、冒頭に登場した一つ目の主題が広がりを持った明るい形で再現され、最後は金管を中心に未来を見据えるがの如くに響かせて曲は閉じられる。